# ロングブラック

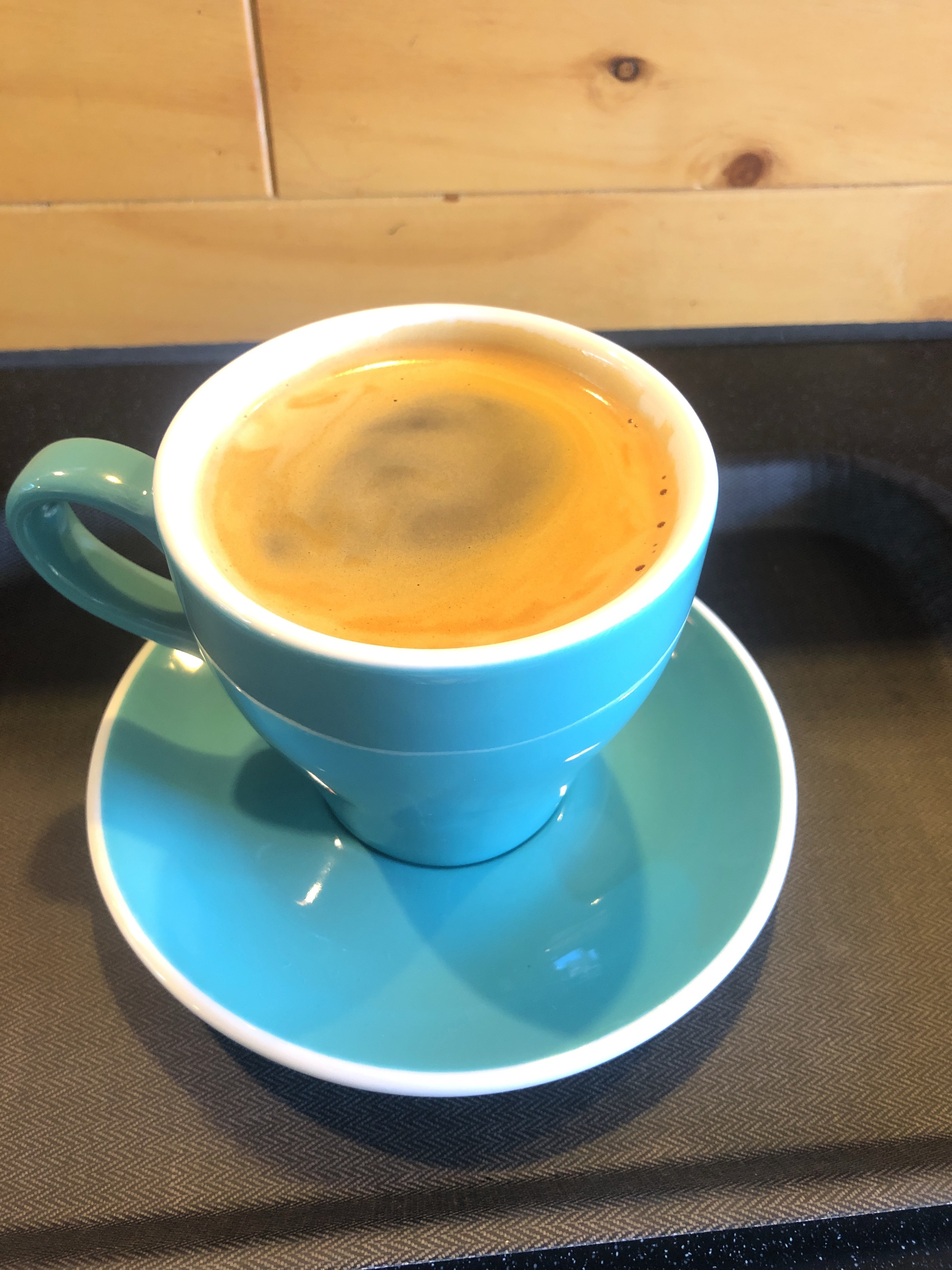
ロングブラック

ロングブラック（英語: long black）は、オーストラリアとニュージーランドでよく見られるコーヒーのスタイル。カフェ・アメリカーノに似ているが、より強い香りと味がある。

## 概要
ロングブラックは、お湯にエスプレッソまたはリストレットのダブルショットを注ぐことによって作られる。通常は約100〜120ミリリットルの水が使用されるが、個人の好みに合わせて柔軟に対応してもよい。カフェ・アメリカーノに比べて水の量が少ないため、味が強くなる。また、通常は、エスプレッソマシンに付属の抽出口から抽出される加熱された水を使う。ロングブラックはカフェ・アメリカーノに似ているが、カフェ・アメリカーノはエスプレッソまたはリストレットのダブルショットに熱湯を注いで作られている（ロングブラックと注ぎ方が逆である）。適切に抽出された場合、どちらもクレマが現れるが、ロングブラックではクレマがより顕著になる。

## 関連記事
- カフェ・アメリカーノ
- エスプレッソ
- フラットホワイト
- コーヒー飲料一覧（英語版）
- ルンゴ - 通常よりも多くの水で抽出して作られたエスプレッソ